# استان الونسو دو ایبانز
استان الونسو دو ایبانز (به اسپانیایی: Alonso de Ibáñez Province) یکی از استان‌های بولیوی است که در شهرستان پوتوسی واقع شده‌است.

## خصوصیات
استان الونسو دو ایبانز ۱٬۳۷۸ کیلومترمربع مساحت و ۲۷٬۷۵۵ نفر جمعیت دارد.